# En famille (film)
Pour plus de détails, voir Fiche technique et Distribution.
En famille est un film muet français réalisé par Georges Monca, sorti en 1915.
Il s'agit de l'adaptation du roman En famille d'Hector Malot; initialement paru en feuilleton dans le Petit Journal du 13 aout 1893, au 11 octobre 1893, publié la même année en volume à Paris, chez Ernest Flammarion.

## Fiche technique
- Titre : En famille
- Réalisation : Georges Monca
- Scénario : Georges Monca, d'après le roman En famille d'Hector Malot
- Photographie :
- Montage :
- Société de production : Pathé Frères
- Société de distribution : Pathé Frères
- Pays de production :  France
- Langue : film muet avec les intertitres en français
- Métrage : 1 815 mètres
- Format : Noir et blanc — 35 mm — 1,33:1 — Muet
- Genre :  Comédie dramatique
- Durée : 1 heure et 30 secondes
- Numéro de catalogue Pathé : 7028
- Date de sortie : 
  - France : 30 avril 1915

## Distribution
- Maria Fromet : Perrine
- Jean Kemm : Monsieur Brumet
- Henry Krauss :
- Georges Tréville
- Denise Grey
- Henri Bosc :
- Lola Noyr